# Acacia hastulata
Acacia hastulata är en ärtväxtart som beskrevs av James Edward Smith. Acacia hastulata ingår i släktet akacior, och familjen ärtväxter. Inga underarter finns listade i Catalogue of Life.